# Burns Bank
Burns Bank – stromy brzeg (bank) w kanadyjskiej prowincji Nowa Szkocja, w hrabstwie Guysborough (45°01′51″N, 61°55′10″W), nad zatoką Gegogan Harbour; nazwa urzędowo zatwierdzona 19 maja 1976.